# Эбхаузен
Эбхаузен (нем. Ebhausen) — община в Германии, в земле Баден-Вюртемберг. 
Подчиняется административному округу Карлсруэ. Входит в состав района Кальв.  Население составляет 4755 человек (на 31 декабря 2010 года). Занимает площадь 24,56 км².
Коммуна подразделяется на 4 сельских округа.